# Copa do Peru de Futebol de 2025
A  Copa do Peru de Futebol de 2025 (em castelhano: Copa Perú 2025), é 52.ª edição da Copa Perú, o maior torneio amador do futebol peruano. A organização, execução, coordenação e supervisão é feita pela Subcomissão de Futebol Amador (Subcomisión de Fútbol Aficionado) da Federação Peruana de Futebol (FPF) e pelas Ligas Desportivas Departamentais. A competição começou em 1.º de fevereiro, reunindo milhares de equipes de todo o país, e tem término previsto para 9 de novembro.
O grande campeão da edição deste ano conquistará o acesso à Liga 2 de 2026, a segunda divisão do futebol profissional no Peru. Já o vice-campeão terá uma nova chance de subir: disputará um jogo de repescagem contra o vice da Liga 3 de 2025, a terceira divisão do futebol peruano, em busca da segunda vaga de acesso à segunda divisão. Além disso, os quatro primeiros colocados da classificação da fase nacional garantem acesso automática para a Liga 3 de 2026.

## Calendário
| DATAS         |                  |                               |
| Etapa         | Etapa            | Período                       |
| Distrital     | Distrital        | 1º de fevereiro a 20 de abril |
| Provincial    | Provincial       | 27 de abril a 15 de junho     |
| Departamental | Departamental    | 22 de junho a 24 de agosto    |
| Nacional      | 32 avos de final | 7 e 14 de setembro            |
| Nacional      | 16 avos de final | 21 e 28 de setembro           |
| Nacional      | Oitavas de final | 5 e 12 de outubro             |
| Nacional      | Quartas de final | 19 e 26 de outubro            |
| Nacional      | Semifinal        | 2 de novembro                 |
| Nacional      | Final            | 9 de novembro                 |

## Etapa distrital
A etapa que deu o pontapé inicial da Copa do Peru de 2025. Composta pela divisão de elite de cada campeonato distrital. Foi disputado entre os dias 1º de fevereiro e 20 de abril. A organização e o controle coube à respectiva Liga Desportiva Distrital, sob a supervisão da Liga Desportiva Provincial e Departamental correspondente. Cada liga distrital pode contar com, no máximo, 16 equipes, com exceção das ligas de Lima, que pode ter até 20 clubes. O sistema de disputa foi definido pela respectiva liga organizadora. Nas ligas distritais com seis ou mais equipes participantes, tanto o campeão quanto o vice-campeão avançaram para a Etapa Provincial. Já nas ligas com cinco clubes ou menos, apenas o campeão garantiu classificação.

## Etapa provincial
A Etapa Provincial acontecerá entre os dias 27 de abril e 15 de junho de 2025. A organização e o controle estarão a cargo da Liga Desportiva Provincial, com supervisão da Liga Departamental correspondente. Será disputada inicialmente em grupos, e ao final, os primeiros colocados de cada grupo avançam para um "mata-mata" para definir o título provincial. O campeão e o vice-campeão de cada liga provincial conquistarão a classificação para a Etapa Departamental. Os demais times retornam às suas respectivas ligas distritais de origem.

## Etapa departamental
A Etapa Departamental será disputada entre os dias 22 de junho e 24 de agosto de 2025. A organização é de responsabilidade das Ligas Desportivas Departamentais, com supervisão direta da FPF. Para a disputa teremos a formação de vários grupos. Os líderes de cada grupo se enfrentarão em um "mata-mata" para definir os campeões e vice-campeões departamentais. Ao final da etapa, o campeão e o vice de cada departamento se classificarão para a Etapa Nacional. Além disso, um terceiro clube também se classificará em cada uma das seguintes macrorregiões: Região Norte (Piura, Lambayeque, La Libertad, Áncash, Huánuco, Lima e San Martín) e Região Sul (Ica, Junín, Cusco, Arequipa, Puno, Ayacucho e Apurímac). Os clubes que não se classificarem retornarão às suas ligas de origem.

## Etapa nacional
A Etapa Nacional será disputada entre os dias 7 de setembro e 9 de novembro, com organização e controle da Federação Peruana de Futebol (FPF), por meio da Subcomissão de Futebol Amador. Será composta por seis fases eliminatórias: Primeira Fase ou 32 avos de final: 64 clubes (jogos de ida e volta) – dias 7 e 14 de setembro; Segunda Faseou 16 avos de final: 32 clubes (jogos de ida e volta) – dias 21 e 28 de setembro; Terceira Fase ou oitavas de final: 16 clubes (jogos de ida e volta) – dias 5 e 12 de outubro; Quarta Fase ou quartas de final: 8 clubes (jogos de ida e volta) – dias 19 e 26 de outubro; Quinta Fase ou semifinais: 4 clubes – jogo único em campo neutro, no dia 2 de novembro; Sexta Fase ou final: 2 clubes – partida única em campo neutro, no dia 9 de novembro. O chaveamento será definido por sorteio em todas as fases. Em caso de empate em pontos e saldo de gols, a classificação será decidida por disputa de pênaltis. O campeão da Etapa Nacional conquistará o acesso direto à segunda divisão profissional de 2026. O vice-campeão disputará um playoff contra o vice campeão da terceira divisão de 2025 (Liga 3), em jogos de ida e volta entre os dias 16 e 23 de novembro, valendo a segunda vaga de acesso à segunda divisão. Os quatro clubes com melhor colocação final na Etapa Nacional também garantirão vaga direta na Liga 3 de 2026.

### 32 avos de final
| Chave | Clube 1 | Agregado | Clube 2 | 1.º jogo | 2.º jogo |
| ----- | ------- | -------- | ------- | -------- | -------- |
| 1     | SORTEIO | —        | SORTEIO | —        | —        |
| 2     | SORTEIO | —        | SORTEIO | —        | —        |
| 3     | SORTEIO | —        | SORTEIO | —        | —        |
| 4     | SORTEIO | —        | SORTEIO | —        | —        |
| 5     | SORTEIO | —        | SORTEIO | —        | —        |
| 6     | SORTEIO | —        | SORTEIO | —        | —        |
| 7     | SORTEIO | —        | SORTEIO | —        | —        |
| 8     | SORTEIO | —        | SORTEIO | —        | —        |
| 9     | SORTEIO | —        | SORTEIO | —        | —        |
| 10    | SORTEIO | —        | SORTEIO | —        | —        |
| 11    | SORTEIO | —        | SORTEIO | —        | —        |
| 12    | SORTEIO | —        | SORTEIO | —        | —        |
| 13    | SORTEIO | —        | SORTEIO | —        | —        |
| 14    | SORTEIO | —        | SORTEIO | —        | —        |
| 15    | SORTEIO | —        | SORTEIO | —        | —        |
| 16    | SORTEIO | —        | SORTEIO | —        | —        |
| 17    | SORTEIO | —        | SORTEIO | —        | —        |
| 18    | SORTEIO | —        | SORTEIO | —        | —        |
| 19    | SORTEIO | —        | SORTEIO | —        | —        |
| 20    | SORTEIO | —        | SORTEIO | —        | —        |
| 21    | SORTEIO | —        | SORTEIO | —        | —        |
| 22    | SORTEIO | —        | SORTEIO | —        | —        |
| 23    | SORTEIO | —        | SORTEIO | —        | —        |
| 24    | SORTEIO | —        | SORTEIO | —        | —        |
| 25    | SORTEIO | —        | SORTEIO | —        | —        |
| 26    | SORTEIO | —        | SORTEIO | —        | —        |
| 27    | SORTEIO | —        | SORTEIO | —        | —        |
| 28    | SORTEIO | —        | SORTEIO | —        | —        |
| 29    | SORTEIO | —        | SORTEIO | —        | —        |
| 30    | SORTEIO | —        | SORTEIO | —        | —        |
| 31    | SORTEIO | —        | SORTEIO | —        | —        |
| 32    | SORTEIO | —        | SORTEIO | —        | —        |

### 16 avos de final
| Chave | Clube 1 | Agregado | Clube 2 | 1.º jogo | 2.º jogo |
| ----- | ------- | -------- | ------- | -------- | -------- |
| O1    | SORTEIO | —        | SORTEIO | —        | —        |
| O2    | SORTEIO | —        | SORTEIO | —        | —        |
| O3    | SORTEIO | —        | SORTEIO | —        | —        |
| O4    | SORTEIO | —        | SORTEIO | —        | —        |
| O5    | SORTEIO | —        | SORTEIO | —        | —        |
| O6    | SORTEIO | —        | SORTEIO | —        | —        |
| O7    | SORTEIO | —        | SORTEIO | —        | —        |
| O8    | SORTEIO | —        | SORTEIO | —        | —        |
| O9    | SORTEIO | —        | SORTEIO | —        | —        |
| O10   | SORTEIO | —        | SORTEIO | —        | —        |
| O11   | SORTEIO | —        | SORTEIO | —        | —        |
| O12   | SORTEIO | —        | SORTEIO | —        | —        |
| O13   | SORTEIO | —        | SORTEIO | —        | —        |
| O14   | SORTEIO | —        | SORTEIO | —        | —        |
| O15   | SORTEIO | —        | SORTEIO | —        | —        |
| O16   | SORTEIO | —        | SORTEIO | —        | —        |

### Oitavas de final
| Chave | Clube 1 | Agregado | Clube 2 | 1.º jogo | 2.º jogo |
| ----- | ------- | -------- | ------- | -------- | -------- |
| Q1    | SORTEIO | —        | SORTEIO | —        | —        |
| Q2    | SORTEIO | —        | SORTEIO | —        | —        |
| Q3    | SORTEIO | —        | SORTEIO | —        | —        |
| Q4    | SORTEIO | —        | SORTEIO | —        | —        |
| Q5    | SORTEIO | —        | SORTEIO | —        | —        |
| Q6    | SORTEIO | —        | SORTEIO | —        | —        |
| Q7    | SORTEIO | —        | SORTEIO | —        | —        |
| Q8    | SORTEIO | —        | SORTEIO | —        | —        |

### Quartas de final
| Chave | Clube 1 | Agregado | Clube 2 | 1.º jogo | 2.º jogo |
| ----- | ------- | -------- | ------- | -------- | -------- |
| S1    | SORTEIO | —        | SORTEIO | —        | —        |
| S2    | SORTEIO | —        | SORTEIO | —        | —        |
| S3    | SORTEIO | —        | SORTEIO | —        | —        |
| S4    | SORTEIO | —        | SORTEIO | —        | —        |

### Semifinal
| Chave | Clube 1 | Placar | Clube 2 | 1.º jogo | 2.º jogo |
| ----- | ------- | ------ | ------- | -------- | -------- |
| F1    | SORTEIO | —      | SORTEIO | NÃO TEM  | NÃO TEM  |
| F2    | SORTEIO | —      | SORTEIO | NÃO TEM  | NÃO TEM  |

### Final
| Chave | Clube 1 | Placar | Clube 2 | 1.º jogo | 2.º jogo |
| ----- | ------- | ------ | ------- | -------- | -------- |
| —     | SORTEIO | —      | SORTEIO | NÃO TEM  | NÃO TEM  |

### Repescagem
| Chave | Clube 1                | Agregado | Clube 2                      | 1.º jogo | 2.º jogo |
| ----- | ---------------------- | -------- | ---------------------------- | -------- | -------- |
| —     | Vice-campeão da Liga 3 | —        | Vice-campeão da Copa do Peru | —        | —        |

## Premiação
| Copa Perú de 2025 Copa do Peru de Futebol |
| ----------------------------------------- |
| EM DISPUTA Campeão (?.º título)           |